# 宫永丰
宫永丰（1930年—2020年3月3日），男，黑龙江富锦人，中国人民解放军将领、中国人民解放军中将。

## 生平
1949年5月加入中国共产党。1985年，担任中国人民解放军第47集团军政治委员，参加两山战役。1991年，授予中国人民解放军中将，曾任兰州军区副政治委员、第二炮兵副政治委员。